# Polygala floribunda
Polygala floribunda är en jungfrulinsväxtart som beskrevs av George Bentham. Polygala floribunda ingår i släktet jungfrulinssläktet, och familjen jungfrulinsväxter. Inga underarter finns listade i Catalogue of Life.